# クバーナ航空389便オーバーラン事故
クバーナ航空389便オーバーラン事故（クバーナこうくう389びんオーバーランじこ）は、1998年8月29日に発生した航空事故である。マリスカル・スクレ国際空港からシモン・ボリバル国際空港へ向かう予定であったクバーナ航空389便（ツポレフ Tu-154M）がマリスカル・スクレ国際空港の滑走路をオーバーランして家屋等に衝突し、乗員乗客91人中70人と地上の10人が死亡した。本事故はエクアドルで発生した航空事故としては1983年TAME航空ボーイング737墜落事故に次いで2番目に死者数の多い事故である。

## 飛行の詳細

### 事故機
事故機のツポレフ Tu-154M（CU-T1264）は製造番号85A720として1985年12月に製造された。その後、1986年2月にクバーナ航空に納入され、機体記号がCU-T1264となった。エンジンはソロヴィヨーフ D-30KU-154-Ⅱを搭載しており、総飛行時間は9,256時間であった。

### 乗員・乗客
乗員乗客の国籍は以下の通り。
| 国籍         | 乗客 | 乗員 | 合計 |
| ------------ | ---- | ---- | ---- |
| エクアドル   | 53   | 0    | 53   |
| キューバ     | 17   | 14   | 31   |
| チリ         | 2    | 0    | 2    |
| イタリア     | 2    | 0    | 2    |
| ジャマイカ   | 1    | 0    | 1    |
| アルゼンチン | 1    | 0    | 1    |
| スペイン     | 1    | 0    | 1    |
| 合計         | 77   | 14   | 91   |

## 事故の経緯
事故当日の朝、事故機はキューバのハバナからエクアドルのキトへのフライトを行った。その後、事故機はクバーナ航空389便としてキトからエクアドルのグアヤキルを経由してハバナへと戻る予定であった。パイロットは389便としてのフライトを始めるためにエンジンを始動させたものの、空気圧のバルブが詰まってしまっていた。これを解消した後、パイロットは2基のエンジンを始動させて滑走路までタキシングし、それから3基目のエンジンも始動させた。
パイロットたちは離陸の許可を受けてスロットルレバーを進め、389便は滑走路に沿って加速し始めた。ローテーション速度に達した際にパイロットは機首を上げようと試みたが、機首は上がらなかった。10秒後、滑走路の端から800メートルの地点でパイロットは離陸の中止を決めて減速しようとしたが、間に合わず13時03分に滑走路をオーバーランした。389便はフェンスを突き破り、2軒の家屋と自動車の修理工場を破壊したのち空港から180メートル離れたサッカー場で停止して爆発した。
389便の乗客77人の内56人が死亡し、21人が生存した。これらの生存者は主に後部席に着席していた乗客であった。一方、乗員14人は全員死亡した。当初、2人の客室乗務員は生存していたものの、救助活動中に負った火傷によって死亡した。
当初、事故の死者は77人と報告された。この中の9人が地上での死者であり、内5人はサッカーをしていた子供であった。翌30日の夕方までにさらに2人の遺体が発見されたほか、病院に運ばれていた負傷者が火傷によって死亡して事故による死者は80人となった。

## 事故調査
タキシングの際のチェックリストが守られていなかったこと、またパイロットが油圧バルブのスイッチを入れ忘れたことが事故原因とされた。

## 事故後
本事故の14年前にも同じ場所でAECA 767-103便離陸失敗事故が発生しており、マリスカル・スクレ国際空港が住宅地のすぐ側にあることの危険性がさらに示されることとなった。その後、別の場所にマリスカル・スクレ国際空港が建設されて旧空港は2013年2月19日に閉鎖された。